# Helgi Kolviðsson
Helgi Kolviðsson (* 13. September 1971 in Reykjavík) ist ein ehemaliger isländischer Fußballspieler und heutiger Fußballtrainer.

## Karriere

### Spieler
Helgi Kolviðsson begann seine Karriere als Jugendlicher bei HK Kópavogur, ehe er zum Ortsrivalen IK Kópavogur wechselte. Von dort ging er 1994 nach Deutschland zum Regionalligisten SC Pfullendorf. 1996 wechselte er nach Österreich zum SC Austria Lustenau. Hier gelang in der ersten Saison die Zweitligameisterschaft und damit der Aufstieg in die österreichische Bundesliga. In der folgenden Saison wurde knapp der Klassenerhalt geschafft.
1998 ging Kolviðsson zurück nach Deutschland und heuerte beim damaligen Zweitligisten 1. FSV Mainz 05 an. Dort wurde der Defensiv-Allrounder zum Stammspieler. Nach zwei Jahren ging er zum Erstliga-Absteiger SSV Ulm 1846. Mit diesem verpasste er den Klassenerhalt und kehrte nach Österreich zurück. Beim FC Kärnten lief Kolviðsson drei Jahre in der Bundesliga auf. 2004 kehrte er zu seiner alten Wirkungsstätte nach Pfullendorf zurück, wo er bis 2008 spielte.
Helgi Kolviðsson bestritt 29 Länderspiele für die Isländische Fußballnationalmannschaft.

### Trainer
Nach der Entlassung von Michael Feichtenbeiner im April 2008 übernahm Kolviðsson interimsweise als Trainer den SC Pfullendorf. Von 2008 bis 2010 war er als Co-Trainer unter dem Chefcoach Walter Schneck tätig. Zur Saison 2010/11 wurde er erneut Trainer des Vereins, den er zum um Ende der Spielzeit wieder verließ, um zum Saisonbeginn 2011/12 den Trainerposten des österreichischen Erstligisten Austria Lustenau zu übernehmen. Im Jänner 2013 wurde er zu Vorarlbergs Trainer des Jahres 2012 gewählt. Am 7. Oktober 2014 wurde er bei Austria durch Mladen Posavec ersetzt.
Am 24. November 2014 trat Kolviðsson die Nachfolge von Heimo Pfeifenberger an und unterschrieb beim abstiegsgefährdeten österreichischen Bundesligisten SC Wiener Neustadt einen bis Saisonende 2014/15 befristeten Vertrag, der sich im Falle des Klassenerhalts verlängert hätte.
Nach dem Abstieg des SC Wiener Neustadt wechselte Kolviðsson zur Saison 2015/16 ins Innviertel zur SV Ried, bei der er im Juni 2015 einen Zweijahresvertrag unterzeichnete. Nach fünf sieglosen Spieltagen wurde er am 16. August 2015 aus seinem Vertrag entlassen.
Von 2016 bis 2018 war Kolviðsson Assistenztrainer der isländischen Nationalmannschaft unter Heimir Hallgrímsson.
Von 2019 bis 2020 war Kolviðsson Nationaltrainer Liechtensteins.
Seit 1. Mai 2022 ist Kolviðsson Leiter Sport & Organisation beim SC Pfullendorf. Im März 2025 übernahm er dort auch wieder das Traineramt.